# Leuctra sanainica
Leuctra sanainica är en bäcksländeart som beskrevs av Zhiltzova 1960. Leuctra sanainica ingår i släktet Leuctra och familjen smalbäcksländor. Inga underarter finns listade i Catalogue of Life.